# Hamburger Lesehefte Plus

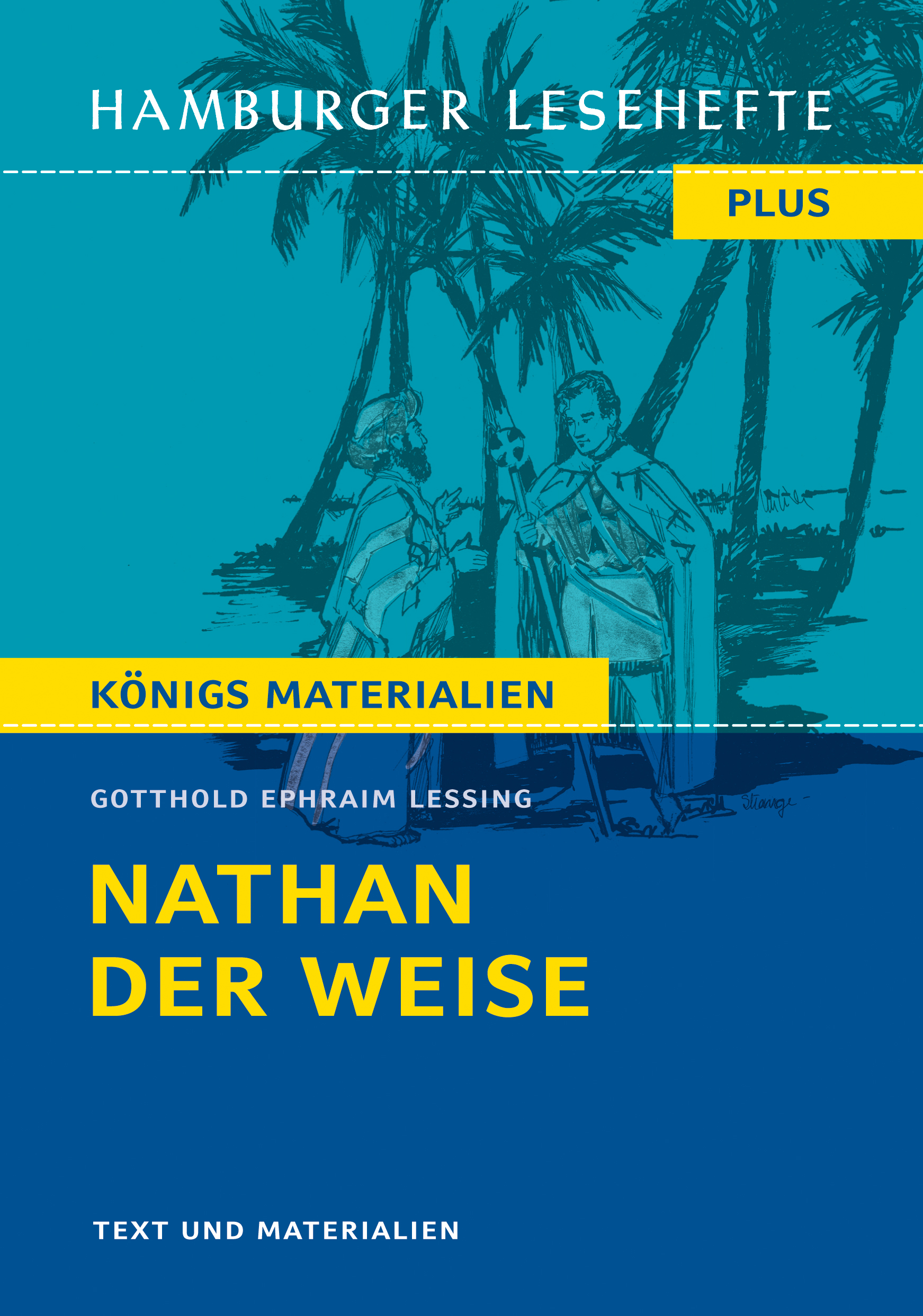
Das Hamburger Leseheft Plus Nathan der Weise war einer der ersten Titel dieser Reihe.

Die Hamburger Lesehefte Plus entstanden durch eine Kooperation zwischen den Hamburger Leseheften und des C. Bange Verlags. Sie enthalten den Originaltext aus den Hamburger Leseheften und den Materialteil Königs Erläuterungen, der extra für diese Reihe konzipiert wurde. Das erste Hamburger Leseheft Plus erschien im Jahr 2019.

## Konzeption
Die Hamburger Lesehefte Plus richten sich in erster Linie an Schüler und Lehrer. Im Text gibt es immer wieder Verweise zum Wort- und Sacherklärungsteil. In der breiten Randspalte werden einige Wörter kurz erklärt, und es ist Platz für eigene Notizen. Im Materialteil ermöglicht eine Navigationsleiste die Orientierung. Die Hamburger Lesehefte Plus gliedern sich grob in vier Bereiche: Text, Biografie, Wort- und Sacherklärungen und Materialien.

## Liste der Hamburger Lesehefte Plus
| Band Nr. | Autor                      | Titel                           |
| -------- | -------------------------- | ------------------------------- |
| 526      | E. T. A. Hoffmann          | Das Fräulein von Scuderi        |
| 527      | Gottfried Keller           | Romeo und Julia auf dem Dorfe   |
| 524      | Gerhart Hauptmann          | Bahnwärter Thiel                |
| 525      | William Shakespeare        | Hamlet                          |
| 522      | Sophokles                  | Antigone                        |
| 523      | William Shakespeare        | Romeo und Julia                 |
| 521      | Frank Wedekind             | Frühlings Erwachen              |
| 520      | Joseph von Eichendorff     | Das Marmorbild                  |
| 516      | Georg Büchner              | Woyzeck                         |
| 514      | E. T. A. Hoffmann          | Der goldne Topf                 |
| 517      | Joseph von Eichendorff     | Aus dem Leben eines Taugenichts |
| 518      | Gottfried Keller           | Kleider machen Leute            |
| 519      | Heinrich von Kleist        | Die Marquise von O...           |
| 515      | Friedrich von Schiller     | Wilhelm Tell                    |
| 508      | Theodor Fontane            | Irrungen, Wirrungen             |
| 509      | Johann Wolfgang von Goethe | Iphigenie auf Tauris            |
| 510      | E. T. A. Hoffmann          | Der Sandmann                    |
| 511      | Gotthold Ephraim Lessing   | Emilia Galotti                  |
| 512      | Friedrich von Schiller     | Maria Stuart                    |
| 513      | Theodor Storm              | Der Schimmelreiter              |
| 503      | Friedrich von Schiller     | Die Räuber                      |
| 504      | Friedrich von Schiller     | Kabale und Liebe                |
| 501      | Gotthold Ephraim Lessing   | Nathan der Weise                |
| 507      | Franz Kafka                | Die Verwandlung                 |
| 502      | Johann Wolfgang von Goethe | Faust I                         |
| 506      | Johann Wolfgang von Goethe | Die Leiden des jungen Werthers  |
| 505      | Georg Büchner              | Dantons Tod                     |